# Yakirra
Yakirra is een geslacht uit de grassenfamilie (Poaceae). De soorten van dit geslacht komen voor in tropisch Azië en Australazië.

## Soorten
Van het geslacht zijn de volgende soorten bekend: 
- Yakirra australiensis
- Yakirra foliolosa
- Yakirra majuscula
- Yakirra muelleri
- Yakirra nulla
- Yakirra pauciflora
- Yakirra websteri